# Sophie MacKenzie
Sophie MacKenzie (Blenheim, 31 de marzo de 1992) es una deportista neozelandesa que compitió en remo.
Ganó dos medallas de oro en el Campeonato Mundial de Remo, en los años 2014 y 2015. Participó en los Juegos Olímpicos de Río de Janeiro 2016, ocupando el cuarto lugar en la prueba de doble scull ligero.

## Palmarés internacional
| Campeonato Mundial | Campeonato Mundial       | Campeonato Mundial | Campeonato Mundial |
| Año                | Lugar                    | Medalla            | Prueba             |
| ------------------ | ------------------------ | ------------------ | ------------------ |
| 2014               | Ámsterdam (Países Bajos) | Medalla de oro     | Doble scull ligero |
| 2015               | Aiguebelette (Francia)   | Medalla de oro     | Doble scull ligero |